# Fritz Christian Gerhard
Fritz Christian Gerhard (* 2. November 1911 in Barmen; † 26. Juni 1993 in Wuppertal) war ein deutscher Musikpädagoge und Komponist.
Fritz Christian Gerhard, 1911 im Stadtgebiet des heutigen Wuppertal geboren, war Komponist, Kapellmeister und Musikpädagoge. Er studierte an der Kölner Musikhochschule unter Phillip Jamach, Heinrich Lemacher und Otto Siegel und wirkte anschließend neben seiner Arbeit als Lehrer an einer Rudolf-Steiner-Schule als Chorleiter und Assistent des Wuppertaler Operndirektors.
Er komponierte Bühnenmusik, Orchesterwerke, Klavier-, Orgel- und Kammermusik, Chorwerke und Lieder.

## Auszeichnungen
- 1952: von der Heydt-Kulturpreis der Stadt Wuppertal

## Werke
- Literatur von und über Fritz Christian Gerhard im Katalog der Deutschen Nationalbibliothek